# Amiche da morire
Pour plus de détails, voir Fiche technique et Distribution.
Amiche da morire est un film italien réalisé par Giorgia Farina, sorti en 2013. Il s'agit de son premier film. Succès critique et commercial à sa sortie en Italie, cette comédie noire obtient plusieurs distinctions et nominations lors des différentes remises de prix de la profession. Les actrices Cristina Capotondi, Claudia Gerini et Sabrina Impacciatore obtiennent notamment un Super Ciak d'oro en 2013 tandis le binôme Giorgia Farina et Fabio Bonifacci (it) est récompensé d'un Globe d'or pour l'écriture du scénario.

## Synopsis
Gilda (Claudia Gerini), Olivia (Cristiana Capotondi) et Crocetta (Sabrina Impacciatore) sont trois femmes aux caractères et aux vies différentes qui résident sur un archipel sicilien sans nom. Gilda est une prostituée originaire du continent, Crocetta est une vieille fille aigrie et Olivia est mariée à un pêcheur, Rocco (Tommaso Ramenghi (it)). Ayant des doutes sur sa fidélité et supposant une relation entre Rocco et Crocetta, Olivia s'entretient avec Gilda à ce sujet et, ensemble, elles décident de l'espionner. Accompagné de Gilda puis de Crocetta qui a été innocentée, Olivia découvre finalement que Rocco est un contrebandier et que, traqué par la police, il s’apprêtait à partir sans elle. Fâché, elle le tue accidentellement puis décide de garder le butin avec ces nouvelles amies, ce qui marque le début de nouveaux ennuis pour les trois femmes ...

## Fiche technique
- Titre : Amiche da morire
- Titre original : Amiche da morire
- Réalisation : Giorgia Farina
- Scénario : Giorgia Farina, Fabio Bonifacci (it)
- Photographie : Maurizio Calvesi
- Montage : Marco Spoletini
- Musique : Pasquale Catalano
- Costumes : Daniella Zorzetto
- Producteur : Andrea Leone, Raffaella Leone, Paolo Lucidi
- Société de production : Andrea Leone Films avec la collaboration de Rai Cinema
- Pays d'origine :  Italie
- Langage : Italien
- Format : Couleur
- Genre : Comédie noire
- Durée : 103 minutes (1 h 43)
- Dates de sortie :
  - Italie : 7 mars 2013

## Distribution
- Claudia Gerini : Gilda
- Cristiana Capotondi : Olivia
- Sabrina Impacciatore : Crocetta
- Vinicio Marchioni (it) : inspecteur Nico Malachia
- Marina Confalone : Donna Rosaria
- Corrado Fortuna : Lorenzo
- Antonella Attili : madame Zuccalà
- Tommaso Ramenghi (it) : Rocco
- Gaetano Aronica (it) : Tonino
- Adriano Chiaramida (it) : père de Crocetta
- Giovanni Martorana (it) : Paternò
- Bruno Armando : Jean Pierre
- Mimmo Mancini : le commissaire
- Aurora Quattrocchi : Donna Assunta
- Giovanni Calcagno: la bête
- Giacinto Ferro (it) : Zuccalà
- Lollo Franco (it) : Don Vincenzo
- Lucia Sardo (it) : mère de Crocetta
- Enrico Roccaforte : le beau

## Autour du film
- Il s'agit de la première réalisation de Giorgia Farina.
- Le film a été tourné dans la région des Pouilles en Italie, et plus particulièrement dans les villes de Monopoli, Massafra et Polignano a Mare, ainsi que sur l'île de Favignana situé à l'ouest de la Sicile.

## Prix et distinctions
- Pour Cristina Capotondi, Claudia Gerini et Sabrina Impacciatore :
  - Super Ciak d'oro en 2013.
- Pour Giorgia Farina et Fabio Bonifacci (it) :
  - Globe d'or du meilleur scénario en 2013.

- Pour Giorgia Farina :
  - Nomination au David di Donatello du meilleur réalisateur débutant en 2013.

- Pour Cristina Capotondi :
  - Premio Flaiano de la meilleure actrice en 2013.
- Pour Claudia Gerini :
  - Nomination au Globe d'or de la meilleure actrice en 2013.